# 青香茅
青香茅（学名：Cymbopogon caesius）为禾本科香茅属下的一个种。

## 扩展阅读
- 維基物種上的相關：青香茅